# Vida de Napoleón
Vida de Napoleón es un libro que escribió Stendhal en Milán en los años 1817-1818. Es uno de los dos ensayos que dedicó al emperador Napoleón Bonaparte. Durante años se dedicó a reunir, resumir y poner a punto los materiales de una historia que terminaron en un primer esbozo que no fue publicado en vida. Vie de Napoléon fue publicada por éditions Payot en el año 1969, en edición anotada por Louis Royer y Albert Pingaud.
En 1836-1837, Stendhal retomó su proyecto con una forma nueva: las Memorias sobre Napoleón, también inconclusas.